# Cantone di Léré
Il Cantone di Léré era una divisione amministrativa dell'arrondissement di Bourges.
A seguito della riforma approvata con decreto del 21 febbraio 2014, che ha avuto attuazione dopo le elezioni dipartimentali del 2015, è stato soppresso.

## Composizione
Comprendeva i comuni di:
- Belleville-sur-Loire
- Boulleret
- Léré
- Sainte-Gemme-en-Sancerrois
- Santranges
- Savigny-en-Sancerre
- Sury-près-Léré